# Pseudohadena oxybela
Pseudohadena oxybela là một loài bướm đêm trong họ Noctuidae.